# Black Christmas (1974)
Black Christmas é um filme canadense de 1974 dos gêneros terror e slasher dirigido e produzido por Bob Clark. O roteiro foi produzido por Roy Moore e a obra conta com a presença de Olivia Hussey, Keir Dullea, Margot Kidder, Andrea Martin, Marian Waldman, Lynne Griffin e John Saxon nos papéis principais. O filme retrata a história de uma irmandade universitária que, na noite de Natal, recebem telefonemas e são perseguidas por um assassino.
Inspirado pela lenda urbana anglófona "a babá e o homem lá de cima" e por uma real série de assassinatos acontecidos em Montreal, no Canadá, Moore escreveu o roteiro original sob o título Stop Me. Os produtores do filme fizeram numerosas alterações no script original, alterando-o e colocando-o em um cenário com personagens jovens adultos. O filme foi gravado em Toronto, em 1974 e utilizou uma receita equivalente a 620 mil dólares. Foi distribuído pela Warner Bros. na América do Norte.
Além de ter ganhado uma legião de seguidores desde seu lançamento, uma romantização escrita por Lee Hays foi publicada em 1976. O filme foi seguido por dois remakes em 2006 e 2019. Após seu lançamento, Black Christmas recebeu críticas mistas do público e de profissionais, mas, anuiu nos últimos anos reavaliações que constam o filme como sendo um dos precursores do terror cinematográfico recebendo reconhecimento retroativo.